# 和歌山県道102号宿九度山線
和歌山県道102号宿九度山線（わかやまけんどう102ごう やどりくどやません）は、和歌山県橋本市から伊都郡九度山町に至る一般県道である。

## 概要
橋本市彦谷から伊都郡九度山町大字河根に至る。全線にかけて山の中を通るが、農地や民家があるため、生活道路として地元住民が利用している。また、終点地には九度山町立河根小学校があるため、通学路として地元の小学生が利用している。
市平で世界遺産の高野参詣道黒河道と交わる。
自動車で通行する際は、歩行者に注意する必要がある。

### 路線データ
- 起点：橋本市彦谷（国道371号交点）
- 終点：伊都郡九度山町大字河根（和歌山県道118号高野橋本線交点）
- 実延長：8.678 km

## 地理

### 通過する自治体
- 和歌山県
  - 橋本市 - 伊都郡九度山町

### 交差する道路
| 交差する道路              | 市町村名 | 市町村名 | 交差する場所 | 交差する場所 |
| ------------------------- | -------- | -------- | ------------ | ------------ |
| 国道371号                 | 橋本市   | 橋本市   | 彦谷         | 起点         |
| 和歌山県道118号高野橋本線 | 伊都郡   | 九度山町 | 大字河根     | 終点         |

### 沿線
- 丹生川
- 河根簡易郵便局
- 九度山町立河根小学校
- 九度山町立河根中学校